# Lasiodora cryptostigma
Lasiodora cryptostigma é uma espécie de aranha pertencente à família Theraphosidae (tarântulas).